# Hôpital Saint-Gabriel d'Autun
L'hôpital Saint-Gabriel est un ancien hôpital situé boulevard Frédéric-Latouche, à Autun, en Saône-et-Loire.

## Histoire
Les façades et les toitures du bâtiment du XVIIIe siècle sont inscrites au titre des monuments historiques par arrêté du 15 octobre 1971. 
Un hôpital ouvrit en 1668 pour accueillir des enfants abandonnés et des mendiants, une chapelle fut ensuite construite en 1700 et un asile entre 1764 et 1767.
La municipalité rachète au centre hospitalier  le bâtiment en 2021 et le concède pour cinquante ans à la fondation Habitat et Humanisme afin de le rénover sous forme de résidence intergénérationnelle ouverte sur le centre-ville.

## Description
L’hôpital dispose d'une architecture avec un plan en T.